# Nuevo Capirio
Nuevo Capirio es una localidad mexicana ubicada en el municipio de Múgica del estado de Michoacán. Se ubica en la llamada Tierra Caliente Mexicana. Su fundación se remonta a la década de 1960 cuando debido a constantes inundaciones en la comunidad de Capirio derivado de las crecidas del Río Tepalcatepec los habitantes deciden trasladar la comunidad a poco menos 2 kilómetros del antiguo asentamiento.

## Geografía
A la localidad le corresponden las coordenadas geográficas 18°52′0.79″ de latitud norte y -102°7′11.684″ de longitud oeste, con una altitud de 209 m s. n. m. siendo de esta manera la localidad a menor altitud del municipio de Múgica. Se encuentra a una distancia aproximada de 15 kilómetros al noreste de la cabecera municipal, Nueva Italia de Ruiz.

### Orografía
Su relieve lo constituye en su totalidad la Depresión del Balsas.

### Hidrografía
Se ubica a menos de 2 kilómetros del Río Tepalcatepec que a estas alturas es llamado Río Capirio por los lugareños de los al rededores.

### Clima
Es seco estepario con lluvias en verano. Tiene una precipitación de 599 mm anuales y su temperatura va desde los 27 °C a los 42 °C.

## Demografía
Nuevo Capirio cuenta según datos del XIV Censo General de Población y Vivienda llevado a cabo por el Instituto Nacional de Estadística y Geografía con una población en el año 2020 de 725 habitantes de los cuales 345 son hombres y 380 son mujeres, lo que representa una disminución de 60 habitantes respecto al censo de 2010 cuando se contaba con 785 habitantes.

### Población de Nuevo Capirio 1970-2020
| Gráfica de evolución demográfica de Nuevo Capirio entre 1970 y 2020                               |
|                                                                                                   |
| Población de los censos del Instituto Nacional de Estadística y Geografía (INEGI) de 1930 a 2020. |

## Festividades
- 15 y 16 de septiembre-Aniversario de la Independencia
- 30 de septiembre-Natalicio de José María Morelos
- 20 de noviembre-Aniversario de la Revolución Mexicana

## Gastronomía
Su gastronomía la constituyen la morisqueta principalmente, enchiladas michoacanas, sopes, mole, mojarras (chopas) doradas, empapelado y asado y la birria de chivo.
También se consumen uchepos, tacos mineros y corundas que si bien no son originarias de la localidad cuentan con un gran arraigo.